# إيست بروفيدانس
إيست بروفيدانس (رود آيلاند) (بالإنجليزية: East Providence, Rhode Island) هي مدينة تقع في الولايات المتحدة في مقاطعة بروفيدانس. يقدر عدد سكانها بـ 47,037 نسمة ومساحتها 43.02 كم2 وترتفع عن سطح البحر 19 متر.

## التركيبة السكانية
حدّد مكتب تعداد الولايات المتحدة بيانات التركيبة السكانية لإيست بروفيدانس في تعداد الولايات المتحدة. في ما يلي، التركيبة السكانية حسب تعدادي 2000 و2010.

### تعداد عام 2000
بلغ عدد سكان إيست بروفيدانس 48,688 نسمة بحسب تعداد عام 2000، وبلغ عدد الأسر 20,530 أسرة وعدد العائلات 12,850 عائلة مقيمة في المدينة. في حين سجلت الكثافة السكانية 1,132 نسمة لكل كيلومتر مربع (2,931.9/ميل2). وبلغ عدد الوحدات السكنية 21,309 وحدة بمتوسط كثافة قدره 495.4 لكل كيلومتر مربع (1,283.1/ميل2).
وتوزع التركيب العرقي للمدينة بنسبة 86.49% من البيض و5.02% من الأمريكيين الأفارقة و0.46% من الأمريكيين الأصليين و1.15% من الأمريكيين ذوي الأصول الآسيوية و0.05% من سكان جزر المحيط الهادئ و2.80% من الأعراق الأخرى و4.03% من عرقين مختلطين أو أكثر و1.89% من الهسبانيون أو اللاتينيون من أي عرق.
بلغ عدد الأسر 20,530 أسرة كانت نسبة 29.4% منها لديها أطفال تحت سن الثامنة عشر تعيش معهم، وبلغت نسبة الأزواج القاطنين مع بعضهم البعض 46.3% من أصل المجموع الكلي للأسر، ونسبة 12.7% من الأسر كان لديها معيلات من الإناث دون وجود شريك، بينما كانت نسبة 3.6% من الأسر لديها معيلون من الذكور دون وجود شريكة وكانت نسبة 37.4% من غير العائلات. تألفت نسبة 32.4% من أصل جميع الأسر من عدة أفراد يعيشون في نفس المنزل ونسبة 14.6% كانت تتألف من شخص يعيش بمفرده يبلغ من العمر 65 عاماً أو أكثر. وبلغ متوسط حجم الأسرة المعيشية 2.33، أما متوسط حجم العائلات فبلغ 2.99.
بلغ العمر الوسطي للسكان 39.6 عاماً. وكانت نسبة 21.6% من القاطنين تحت سن الثامنة عشر، وكانت نسبة 7.4% بين الثامنة عشر والرابعة والعشرين عاماً، ونسبة 29.3% كانت واقعةً في الفئة العمرية ما بين الخامسة والعشرين والرابعة والأربعين عاماً، ونسبة 22.5% كانت ما بين الخامسة والأربعين والرابعة والستين، ونسبة 17.6% كانت ضمن فئة الخامسة والستين عاماً فما فوق. يوجد لكل 100 أنثى 88.1 ذكر، ويوجد لكل 100 أنثى في الثامنة عشر من عمرها فما فوق 84.1 ذكر.
بلغ متوسط دخل الأسرة في المدينة 39,108 دولارًا، أما متوسط دخل العائلة فبلغ 48,463 دولارًا. وكان متوسط دخل الذكور 34,342 دولارًا مقابل 26,423 دولارًا للإناث. وسجل دخل الفرد الخاص بالمدينة 19,527 دولارًا. وكانت نسبة 6.3% من العائلات ونسبة 8.6% من السكان تحت خط الفقر، وكان من هؤلاء نسبة 10.8% تحت سن الثامنة عشر ونسبة 11% في الخامسة والستين من العمر وما فوق.

### تعداد عام 2010
بلغ عدد سكان إيست بروفيدانس 47,037 نسمة بحسب تعداد عام 2010، وبلغ عدد الأسر 20,201 أسرة وعدد العائلات 12,189 عائلة مقيمة في المدينة. في حين سجلت الكثافة السكانية 1,093.6 نسمة لكل كيلومتر مربع (2,832.4/ميل2). وبلغ عدد الوحدات السكنية 21,440 وحدة بمتوسط كثافة قدره 498.5 لكل كيلومتر مربع (1,291.1/ميل2).
وتوزع التركيب العرقي للمدينة بنسبة 84.03% من البيض و5.76% من الأمريكيين الأفارقة و0.54% من الأمريكيين الأصليين و1.52% من الأمريكيين ذوي الأصول الآسيوية و0.02% من سكان جزر المحيط الهادئ و3.89% من الأعراق الأخرى و4.23% من عرقين مختلطين أو أكثر و4.07% من الهسبانيون أو اللاتينيون من أي عرق.
بلغ عدد الأسر 20,201 أسرة كانت نسبة 26.9% منها لديها أطفال تحت سن الثامنة عشر تعيش معهم، وبلغت نسبة الأزواج القاطنين مع بعضهم البعض 42.2% من أصل المجموع الكلي للأسر، ونسبة 13.6% من الأسر كان لديها معيلات من الإناث دون وجود شريك، بينما كانت نسبة 4.5% من الأسر لديها معيلون من الذكور دون وجود شريكة وكانت نسبة 39.7% من غير العائلات. تألفت نسبة 33.2% من أصل جميع الأسر من عدة أفراد يعيشون في نفس المنزل ونسبة 14.1% كانت تتألف من شخص يعيش بمفرده يبلغ من العمر 65 عاماً أو أكثر. وبلغ متوسط حجم الأسرة المعيشية 2.29، أما متوسط حجم العائلات فبلغ 2.94.
بلغ العمر الوسطي للسكان 42.6 عاماً. وكانت نسبة 19.5% من القاطنين تحت سن الثامنة عشر، وكانت نسبة 7.9% بين الثامنة عشر والرابعة والعشرين عاماً، ونسبة 25.8% كانت واقعةً في الفئة العمرية ما بين الخامسة والعشرين والرابعة والأربعين عاماً، ونسبة 28.4% كانت ما بين الخامسة والأربعين والرابعة والستين، ونسبة 18.4% كانت ضمن فئة الخامسة والستين عاماً فما فوق. وتوزع التركيب الجنسي للسكان بنسبة 46.8% ذكور و53.2% إناث.

## أعلام
- جينيفر لي
- جيمي سيلفا
- مورغان ميرفي
- جيوفري ماسون
- والتر جايتون كادي
- أرونا شيبردسون أبيل
- دافي لوبيز